# Couloumé-Mondebat
Couloumé-Mondebat – miejscowość i gmina we Francji, w regionie Oksytania, w departamencie Gers.
Według danych na rok 1990 gminę zamieszkiwały 232 osoby, a gęstość zaludnienia wynosiła 10 osób/km² (wśród 3020 gmin regionu Midi-Pireneje Couloumé-Mondebat plasuje się na 831. miejscu pod względem liczby ludności, natomiast pod względem powierzchni na miejscu 462.).